# Унава (зупинний пункт)
Уна́ва — пасажирський зупинний пункт (у минулому — станція) Коростенської дирекції Південно-Західної залізниці (Україна), розташований на дільниці Житомир — Фастів I між зупинним пунктом Нова Волиця (відстань — 4 км) і колійним постом Потіївка (5 км). Відстань до ст. Житомир — 91 км, до ст. Фастів I — 10 км.

## Історія
Розташований за 1,5 км на схід від села Волиці Фастівського району. Названий за річкою Унавою, що протікає неподалік (близько кілометра).
Відкритий 1936 року як роз'їзд Унава. Пізніше перетворений на станцію. З кінця XX ст. — зупинний пункт. 2011 року дільницю, на якій розташована платформа, електрифіковано.